# Burgenkundlicher Lehrpfad Haßberge
Der Burgenkundliche Lehrpfad des Landkreises Haßberge ist ein etwa 40 Kilometer langer Wander- bzw. Radwanderweg im Naturpark Haßberge (Unterfranken). Der Rundweg führt zu insgesamt acht Burgen, Burgruinen und Burgställen, die durch Schautafeln erläutert werden.

## Der Lehrpfad

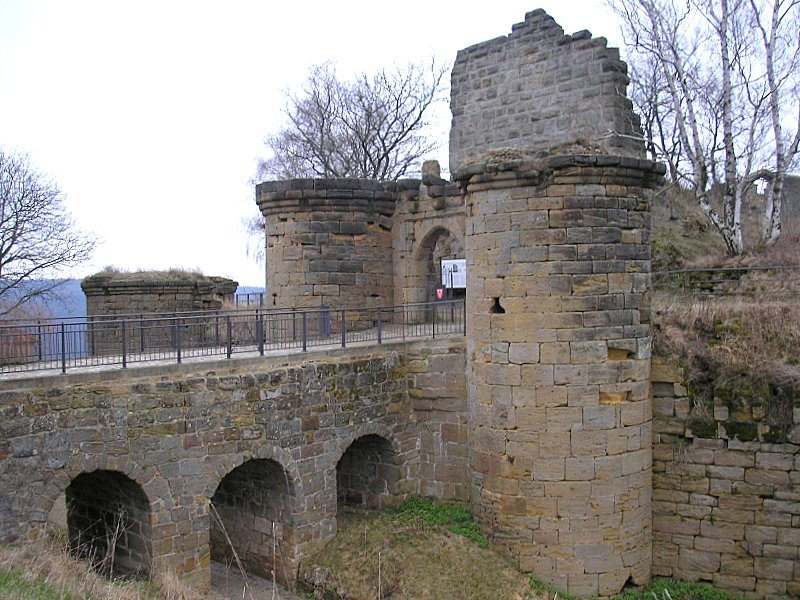
Burg Altenstein – Doppelturmtor und Bergfried

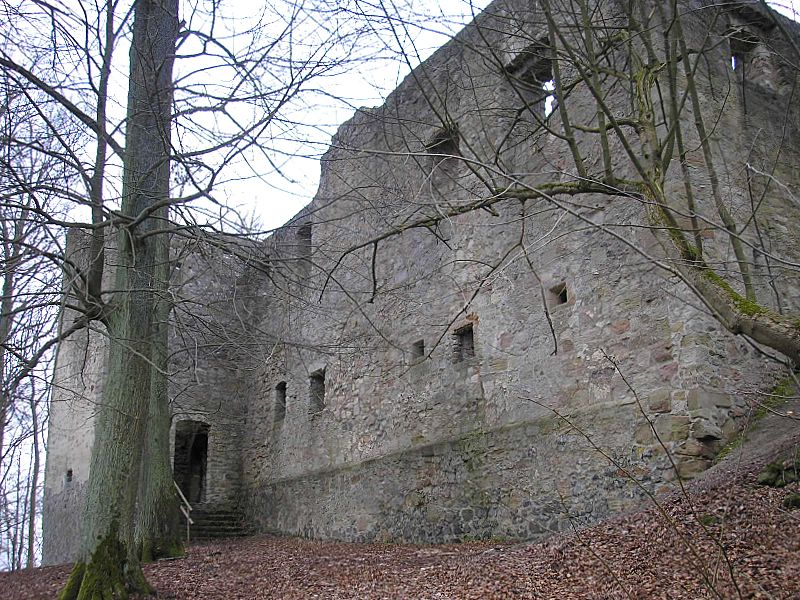
Burg Bramberg

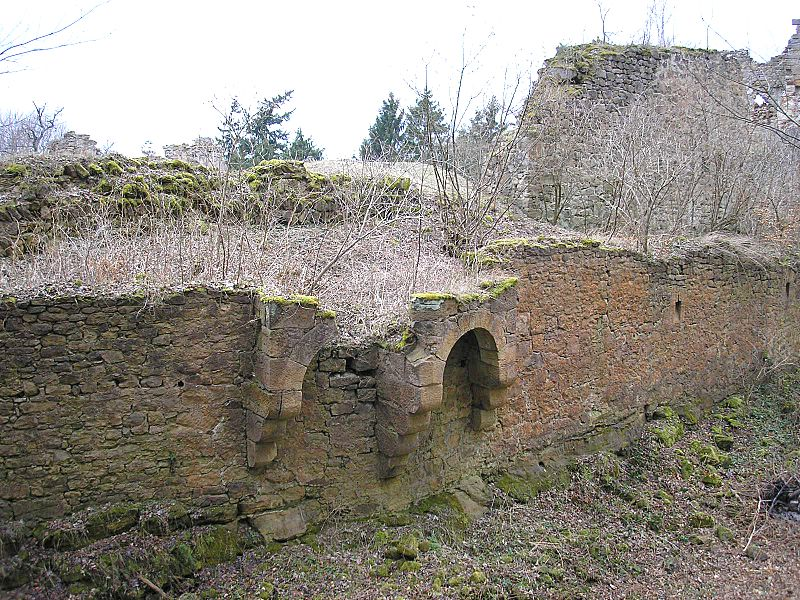
Burg Rauheneck (Raueneck) – Schiesserker am Zwinger

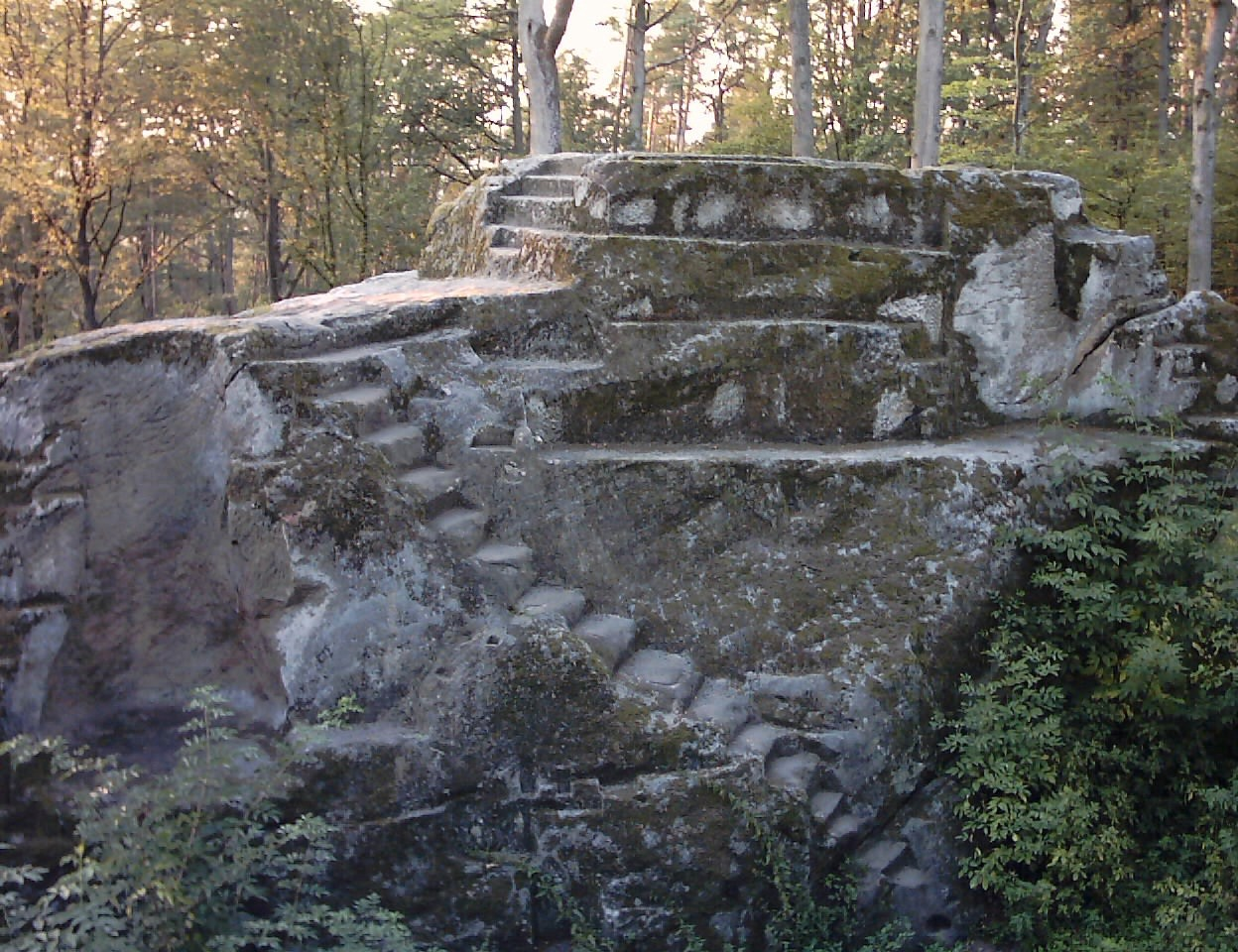
Burg Rotenhan – Der Nordwestfelsen mit der Tankzisterne

In den Haßbergen berührten sich die Territorien der beiden großen fränkischen Bistümer Bamberg und Würzburg. Beide Hochstifte versuchten, ihre Einflussgebiete durch zahlreiche Burgen und befestigte Städte zu sichern. Besonders die Würzburger Bischöfe schreckten hier auch vor Falschanklagen nicht zurück, um die Burgen und Ländereien ihrer geistlichen Konkurrenten unter Kontrolle zu bringen. Die Verwaltung und militärische Sicherung dieser Besitztümer wurde an Dienstmannen (Ministerialen) übertragen, oder ehemals edelfreie Geschlechter unterwarfen sich der Lehnshoheit der Bischöfe. Aus diesen Gründen zählen die Haßberge zu den burgen- und schlösserreichsten Gegenden Deutschlands. Neben den Wehrbauten des Lehrpfades finden sich hier noch über 40 weitere Zeugnisse ehemaliger Adelskultur.
Die Anlage des Rundweges geht u. a. auf die absichtliche Vernachlässigung der bayerischen Burgen und Burgruinen durch die staatliche Denkmalpflege zurück. Ähnlich wie die zahlreichen Bodendenkmäler sollten diese Objekte vor der Öffentlichkeit „versteckt“ werden um sie so besser schützen zu können. Diese „folgenschwere Politik der passiven Denkmalpflege“ (Joachim Zeune) führte zu schweren Schäden an den Denkmälern. Die Burgen und insbesondere Ruinen wurden von zahlreichen esoterische Gruppierungen „umgenutzt“. Satanisten feierten Schwarze Messen in den Mauern, Raubgräber und Vandalen beeinträchtigten die Substanz.
Der Landkreis Haßberge begann deshalb ab 1994 mit der Realisierung eines Konzeptes zum Schutz seiner Denkmäler. Der Burgenkundliche Lehrpfad sollte als wissenschaftlich konzipierter Wanderweg die interessierte Öffentlichkeit auf die bedrohten Denkmäler aufmerksam machen und so eine bessere Überwachung der Burgen ermöglichen.
Um 2000 setzte in der staatlichen Denkmalpflege ein Prozess des Umdenkens ein. Man begann mit dem Aufbau eines flächendeckenden Online-Verzeichnisses der heimischen Boden- und Baudenkmäler (BayernViewer Denkmal). Durch die Aufgabe der „Politik des Versteckens“ konnten finanzielle Mittel zur Sanierung bzw. Notsicherung bedrohter Burgruinen wie der Burg Rauheneck freigesetzt werden.
Der Burgenkundliche Lehrpfad wurde in Zusammenarbeit mit dem Büro für Burgenforschung des Mittelalterarchäologen Joachim Zeune realisiert, das auch maßgeblich an der Sanierung der Burgruinen Altenstein und Lichtenstein beteiligt war.
Neben den Objekten des Lehrpfades bieten die benachbarten Burganlagen Königsberg, Schmachtenberg, Wallburg, Dippach und Brennhausen weitere Einblicke in die Entwicklung des mittelalterlichen Wehrbaues in den Haßbergen. Umfangreiche Reste starker Stadtbefestigungen haben sich in Ebern, Seßlach (Landkreis Coburg) und Zeil am Main erhalten.

### Der Lehrpfad
- Beginn und Ende des Rundweges ist die große Doppelburg Lichtenstein über Pfarrweisach. Neben der noch bewohnten Nordburg hat sich die Südburg als Ruine erhalten (am Wochenende gegen Eintrittsgeld zu besichtigen). Unterhalb der Burg bilden zahlreiche Rhätsandsteinfelsen ein ausgedehntes Labyrinth, das durch einen Rundwanderweg zugänglich gemacht wurde.

- Etwa 500 Meter entfernt davon wurde im Hochmittelalter eine hufeisenförmige Sandsteinformation zur Burg ausgebaut. Der Felsburgstall Teufelsstein wird meist als Vorgängeranlage der nahen Burg Lichtenstein gedeutet.

- Unterhalb im Tal liegt am Rande eines Weilers der Burgstall Dürrnhof im gleichnamigen Ort Dürrnhof. Die Bezeichnung Burgstall ist hier allerdings irreführend, hier lag bis ins 19. Jahrhundert ein gemauerter Wehrspeicher auf einer kleinen Insel im Weiher. Dieser Speicher gehörte zu einem leicht befestigten Hof, auf dem ein Zweig der Herren von Lichtenstein saß. Heute ist der turmartige Speicherbau restlos verschwunden, das Bauwerk ist allerdings durch eine Zeichnung Ludwig Richters gut dokumentiert.

- Kurz vor Ebern, über dem Ortsteil Eyrichshof, bilden fünf mächtige Felsblöcke den Unterbau der ehemaligen Burg Rotenhan. Die von der Esoterik heimgesuchte Burgruine gilt als eine der wenigen echten Felsburgen Bayerns. Die Einbeziehung des weichen Rhätsandsteins in den Burgenbau geht hier noch weiter als beim Teufelsstein, hier wurde die Toranlage sogar vollständig aus dem Fels geschlagen.

- Fünf Kilometer westlich liegt die (stark einsturzgefährdete) Burgruine Rauheneck einsam im Wald auf der „Haube“ über Vorbach. Der hochmittelalterlichen Kernburg wurden im 15. Jahrhundert eindrucksvolle Zwingeranlagen vorgelegt. Im Juli 2006 begann der Landkreis mit der Notsicherung der ehemaligen würzburgischen Amtsburg. Die bis dahin gesperrte Ruine ist seitdem wieder zur Besichtigung freigegeben.

- Die westlichste Station des Rundweges ist die Randhausburg Bramberg, die beherrschend auf einem 494 Meter hohen ehemaligen Vulkankegel thront. Die Anlage wurde vor etwa 30 Jahren durch das Forstamt Ebern gesichert. Zwei aufgelassene Basaltsteinbrüche am Wegrand ermöglichen Einblicke in die vulkanische Vergangenheit des zur Heldburger Gangschar gehörenden Bramberges.

- Die letzte Station ist die riesige, in den letzten Jahren sanierte Burgruine Altenstein, von der man auf dem Höhenkamm zurück nach Lichtenstein gelangt. Der Burgplatz gewährt zudem eine umfassende Übersicht über die Haßberge. Etwas abseits vom Weg liegen noch eine Wallanlage (Alte Burg (Altenstein)) und ein Burgstall (Alte Burg (Hafenpreppach)) nebeneinander im Wald, die aber nicht in den Lehrpfad einbezogen wurden.

Alle Objekte des Rundkurses wurden mit Info-Tafeln ausgestattet, die Erläuterungen zur Geschichte und Architektur der Objekte bieten. Die Burgen Altenstein (tagsüber), Bramberg, Rotenhan und Teufelsstein sind frei zugänglich, die Burgruine Lichtenstein wurde allerdings wegen des zunehmenden Vandalismus durch Esoteriker (Abklopfen von „Heilsteinen“) eingezäunt. Die Burg Rauheneck ist seit dem Beginn der Notsicherung wieder zur Besichtigung freigegeben.